# Кваден, Маттиас

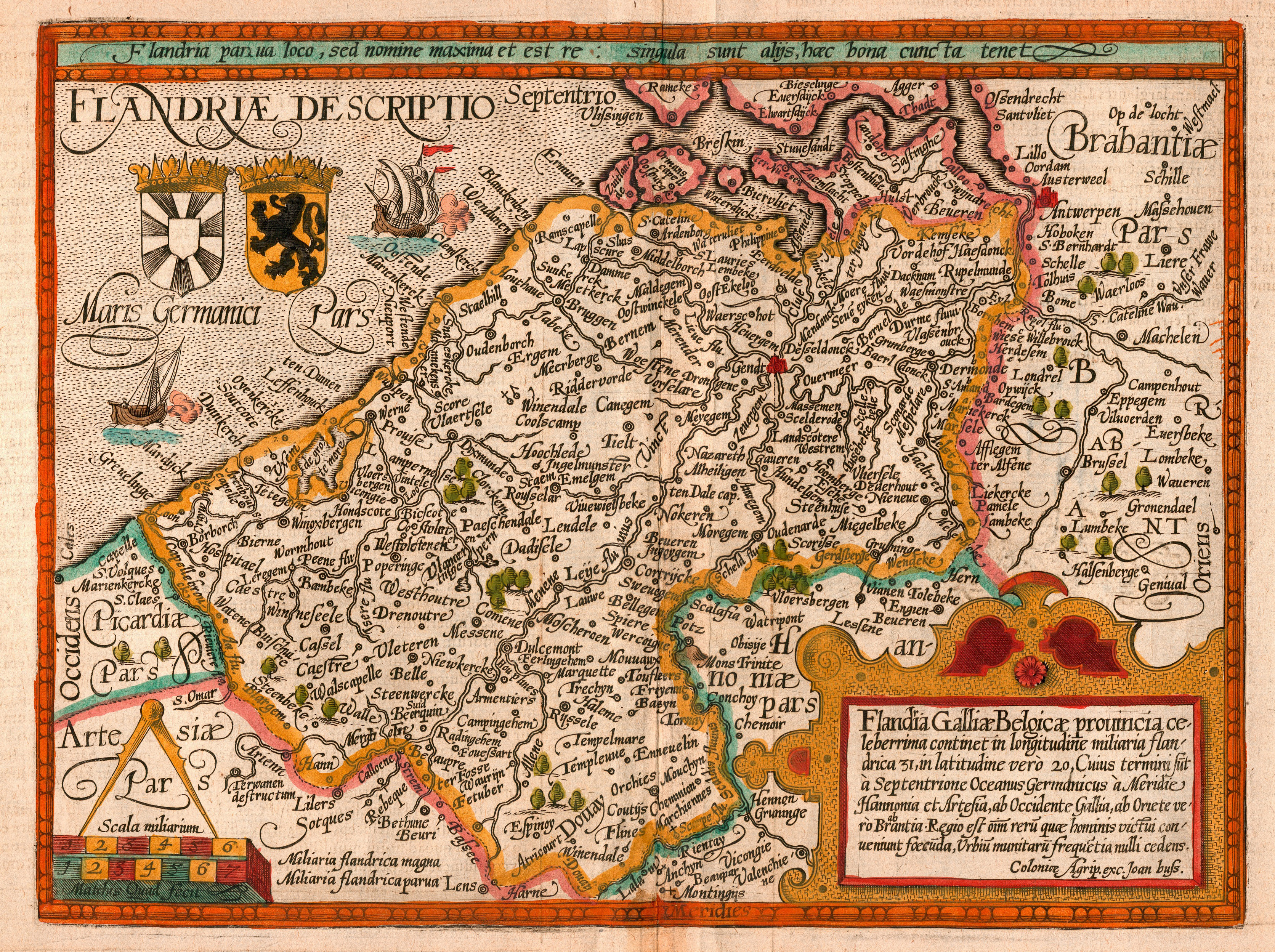
Карта Фландрии М. Квадена (1609)

Маттиас Кваден (нем. Matthias Quaden, Matthias Quad; 1557—1613) — немецкий географ и картограф, гравёр.
Учился гравировке по дереву и камню в Нидерландах.  В 1592 году в Кёльне совместно с издателем И. Буссемахером опубликовал атлас Европы.
Написал: «Compendium universi, complectens geographic, descriptionum l. V» (Кёльн, 1610); «Geographisches Handbuch» (1600); «Memorabilia mundi» (Кёльн, 1599); «Excellence de la nation allemande» (Кёльн, 1609).